# 11701 Madeleineyang
11701 Madeleineyang è un asteroide della fascia principale. Scoperto nel 1998, presenta un'orbita caratterizzata da un semiasse maggiore pari a 2,6975738 au e da un'eccentricità di 0,1497665, inclinata di 5,23152° rispetto all'eclittica.